# Ani Chatschikjan (Sprinterin)
Ani Chatschikjan (armenisch Անի Խաչիկյան, englische Transkription Ani Khachikyan; * 16. März 1991 in Jerewan) ist eine armenische Sprinterin. Bei einer Körpergröße von 1,65 m betrug ihr Wettkampfgewicht bei den Olympischen Spielen 2008 56 kg.
Bei den Olympischen Spielen 2008 in Peking, bei denen sie eine Zeit von 12,76 s lief, sowie bei den Leichtathletik-Weltmeisterschaften 2009 in Berlin (12,30 s) schied sie über 100 m jeweils im Vorlauf aus.

## Persönliche Bestzeiten
- 100 m: 12,23 s am 30. Mai 2008 in Artaschat
- 200 m: 25,23 s am 21. Juni 2009 in Sarajevo